# Riedmüller
Riedmüller ist ein deutscher Familienname.

## Herkunft und Bedeutung
Riedmüller ist ein Berufsname für einen Müller, dessen Mühle sich an einem Moor befindet.

## Varianten
- Riedmueller, Riedmiller, Riethmüller, Riethmöller

## Namensträger
- Barbara Riedmüller-Seel (* 1945), deutsche Politologin und Politikerin (SPD)
- Franz Xaver von Riedmüller (1829–1901), deutscher Landschaftsmaler
- Johann Evangelist Riedmüller (1815–1895), deutscher Bildhauer
- Julius Riedmüller (1888–1962), deutscher Schauspieler
- Maximilian Riedmüller (* 1988), deutscher Fußballspieler
- Thomas Egger Riedmüller (* 1990), österreichischer Nordischer Kombinierer